# The Unbelievers
The Unbelievers (Os incrédulos) é um documentário que acompanha os renomados cientistas Richard Dawkins e Lawrence Krauss em uma série de  apresentações públicas. Dawkins e Krauss descrevem a importância da ciência e da razão no mundo contemporâneo.
O filme apresenta entrevistas com pessoas influentes como Stephen Hawking, Ayaan Hirsi Ali, Sam Harris, David Silverman e outros. A estréia mundial  foi em 29 de abril de 2013, em Toronto, no Canadá, quando os bilhetes das quatro sessões se esgotaram.

## Entrevistados
O site de The Unbelievers anunciou que  o filme apresenta entrevistas com celebridades e pessoas influentes que apóiam o trabalho de Dawkins e Krauss, incluindo Ricky Gervais,  Woody Allen, Cameron Diaz, Stephen Hawking, Sarah Silverman, Bill Pullman, Werner Herzog, Bill Maher, Stephen Colbert, Tim Minchin, Eddie Izzard, Ian McEwan, Adam Savage, Ayaan Hirsi-Ali, Penn Jillette, Sam Harris, Daniel Dennett, James Randi, Cormac McCarthy, Paul Provenza, James Morrison, Michael Shermer e David Silverman.